# När det var som allra mörkast
När det var som allra mörkast är en psalm med text skriven av Jan Arvid Hellström 1973. Musiken är skriven 1983 av Göte Strandsjö och omarbetad 1993.

## Publicerad i
- Psalmer i 90-talet som nr 848 under rubriken "Kyrkans år".